# Мухаммед Загір-шах
Мухаммед Загір-шах (16 жовтня 1914, Кабул, Афганістан — 23 липня 2007) — король (падишах) Афганістану з 8 листопада 1933 до 17 липня 1973 року. Реформатор, який правив країною 40 років, до липня 1973 року, коли був скинутий своїм двоюрідним братом, Мухаммедом Даудом. Загір-шах зміг повернутись з еміграції на батьківщину тільки у 2002 році.

## Походження та ранні роки
Загір-шах походив з королівського пуштунського роду Дуррані династії Баракзай. Його рід вів свою історію від Садар Мухаммад-Хана Пешаварі, напівкровного брата Дост Мухаммед-хана, який продав Пешавар за золото і об'єднався з Раджит-ханом проти Дост Мухаммеда в Кабулі. Його прадід Яхья-Хан прославився своїм посередництвом між Якуб-ханом і Великою Британією під час Гандамакських перемовин. Після підписання мирної угоди обидва хана були змушені переховуватись в Індії, яка була на той час британською колонією. Пуштунське походження Загір-шаха, а також його первинна прихильність до перської мови (фарсі) дозволяли йому якийсь час балансувати між інтересами пуштунської більшості та фарсімовної еліти афганського суспільства.
Вважався прогресивним та високоосвіченим монархом. Здобув гарну світську та військову освіту у Франції, ставши навіть французьким офіцером. Він володів, окрім рідної пушту, перською, англійською, французькою та італійською мовами. Став на престол у віці 19 років після смерті свого батька, короля Мухаммеда Надір-шаха, вбитого на параді випускників військового училища в Кабулі пострілом курсанта зі строю. Загір-шах був змушений перервати навчання у Франції та вступити на трон у 1933 році.
Тронне ім'я — Мутаваккіл Аллах Райраві Діні Матіні Іслам Мухаммед Загір Шах, що у перекладі означає «намісник Аллаха, поборник істинної віри ісламу».

## Правління Мухаммеда Загір-шаха (1933 — 1973)
Упродовж перших 20-ти років молодий король перебував у затінку своїх більш вправних родичів — трьох дядьків, які фактично керували країною. Однак, по мірі того як він набирався досвіду і завойовував авторитет, Загір-шах почав прибирати владу до своїх рук й почав упроваджувати в життя політичні й економічні реформи, які далеко не всім були до вподоби.
У 1964 році король Загір-шах видав нову конституцію. Намагався сприяти розвитку демократії та прав жінок, чим викликав невдоволення з боку консервативного духовенства. Також намагався провадити антиперсидську кампанію з метою популяризації рідної пуштунської мови, яка завершилась невдачею.
Ця кампанія була частиною його спроб відродити колишній вплив пуштунів. Останні за часів його правління складали більшість в уряді й парламенті, а також мали суттєві привілеї у порівнянні з рештою етнічних груп, що підбурювало антиурядові настрої та спричинило появу опозиційних партій та лідерів, таких як Сіам Міллі (на чолі з Тахіром Бадагші), рух Абдурахмана Махмуді тощо.

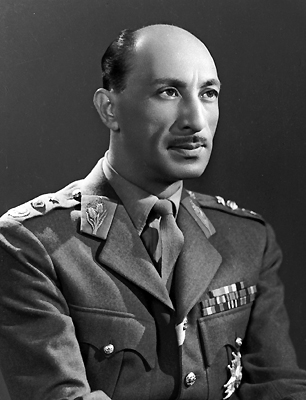
Загір-шах у 1963 році

Тим не менше, багато афганців згадують роки правління падишаха як «золоту добу» Афганістану, що відзначалась відносною стабільністю та спокоєм. За часів свого правління Загір-шах запросив до уряду іноземних радників, заснував перший сучасний університет, виступав за скасування носіння афганськими жінками чадри. За нього жінки отримали доступ до освіти й можливість голосувати, а члени королівської родини були позбавлені права займати посади в уряді. У цей самий період в країні з'явились вільні ЗМІ та виборний парламент. Його вважають також і видатним дипломатом. Вважається, що шах уміло балансував, підтримуючи стосунки з Москвою та Вашингтоном, які прагнули домінувати в Афганістані за часів його правління. Загір-шах також просував культурні й торговельні відносини Афганістану з Європою. За розвиток відносин із Югославією був нагороджений орденом Югославської Великої Зірки.

### Конституція 1964 року й демократизація монархічної системи
1 жовтня 1964 року в Афганістані набула чинності затверджена королем нова конституція. Це був третій за ліком основний закон в історії держави Афганістан (першу конституцію було ухвалено 1923 року, другу — 1931 року).
Запровадження нової конституції було спричинено серйозними економічними та соціально-політичними змінами, що відбулись в Афганістані за три з гаком десятиліття й, особливо, за останнє. Саме у цей період уряд узяв курс на планування економіки, розвиток промисловості, певну модернізацію сільського господарства. Було здійснено низку реформ у галузі культури. У 1959 році було скасовано носіння чадри; афганська жінка почала відігравати все помітнішу роль у житті країни.
Проведені реформи призвели до деяких змін у класовій структурі афганського суспільства. Посилились економічні позиції афганських підприємців.
Конституція 1964 року, закріплюючи чинний економічний устрій, враховувала зміни, що відбулись у країні, та суттєво демократизувала державний устрій і політичний режим Афганістану.
Конституція зберегла широкі прерогативи короля, який проголошувався «втіленням національного суверенітету» (ст. 6). Король був верховним командувачем збройних сил; він мав право оголошувати війну та укладати перемир'я; скликав і відкривав Велику Джиргу, відкривав звичайні сесії парламенту; скликав та відкривав надзвичайні сесії парламенту; мав право його розпуску; затверджував закони, видавав законодавчі укази; надавав повноваження для укладання міжнародних угод і затверджував ці угоди; призначав прем'єр-міністра та приймав його відставку, за поданням останнього призначав міністрів та приймав їх відставку; призначав не виборних членів Джирги старійшин, членів Верховного суду й інших суддів; призначав та приймав відставку у вищих цивільних та військових чиновників.
До початку 1960-их років офіційною мовою в країні була тільки пушту. Новий основний закон, поряд із пушту, проголосив офіційною, мову дарі, відомішу як фарсі-кабуля.

### Антиурядовий виступ духовенства у квітні-червні 1970 року
Діяльність афганської опозиції почала набувати особливо широкого розмаху з середини 60-их років, залучаючи все нові прошарки й верстви населення. Для життя афганських міст, а особливо Кабула, постійним явищем стали мітинги й демонстрації, в яких брали участь студентська молодь, робітники, представники інтелігенції, чиновництва та інші міські жителі. За таких умов панівна монархічна верхівка, прагнучи утримати за собою контроль над громадською думкою, послабити гостроту соціальної критики й відновити політичну стабільність в країні, різко активізувала протидію всім опозиційним течіям і поглядам. При цьому особливі надії покладались на мусульманську релігію й численний апарат духовенства.
Однак, всі зусилля правлячих кіл та відданих їм служителів культу не давали помітних результатів і не зупинили процесу поширення в суспільстві опозиційних ідей і поглядів. За цих умов крайні праві консервативно-клерикальні кола вирішили вдатись до відкритого масового виступу, на кшталт тих, які у 20-их роках ХХ століття принесли їм безсумнівні успіхи у боротьбі проти прогресивних перетворень режиму «молодоафганців», з тим, щоб не лише завдати удару по лівим силам й усунути їх з політичного життя країни, але й змусити правлячу верхівку відмовитись від спроб проведення навіть поверхневих, «косметичних», реформ. Приводом до виступу духовенства став 99-й номер газети «Парчам» від 22 квітня 1970 року, що вийшов на 12 шпальтах великого формату й цілковито присвячений Леніну й ленінізму, а також повідомленням про святкування ленінського ювілею в Афганістані. У цьому номері газети було опубліковано й вірш «Сурми революції», що закінчувалось словами: «Слава цьому великому вождю, великому Ленину!» (букв. «доруд бад бе ан рахбар-е бозорг, Ленін-е кабір»).
Клерикали, прискіпавшись до слова «доруд» (букв. уклін, привітання, хвала), яке, на їх думку, може вживатись тільки відносно до пророка Магомета, звинуватили видавців газети в «порушенні ісламської традиції», в «кощунстві проти релігії» й на цій підставі зажадали заборони газети «Парчам».
За закликом впливових духовників, які організували «Комітет, відповідальний за справи ісламу», в Кабул з різних районів країни, головним чином з південних та східних провінцій, прибуло не менш ніж півтори тисячі служителів культу. Вони одразу ж стали до проведення гамірних зібрань, залучаючи на свій бік релігійно налаштовану частину міського населення.
Двір і уряд спочатку з без гніву поставились до цього виступу клерикалів. Вони дозволили консервативному духовенству щоденно збиратись у мечеті «Пулі-Хешті» — головній соборній мечеті Кабула, влаштовувати за покровительства поліції масову ходу вулицями столиці під чорними прапорами й антикомуністичними гаслами, передавати через підсилювачі ледь не на все місто обурливі промови мусульманських монархів, а також використовувати державну друкарню для друку злісних листівок.
Упродовж перших днів виступів духовенство виробило понад десяток вимог до уряду. Останньому в ультимативній формі пропонувалось їх виконати. Головними з них були: заборонити газету «Парчам» і покарати її видавців; не припускати проникнення до країни комуністичних ідей; заборонити носіння міні-спідниць та штанів-кльош молодими людьми запровадити обов'язкове носіння національного одягу; заборонити демонстрацію закордонних фільмів, що зображують оголених жінок; звільнити жінок з державних закладів і дати роботу усім чоловікам, які забезпечують родини.
Згодом стало зрозуміло, що дії клерикалів вийшли з-під контролю уряду. За цих умов королівська династія й уряд, остерігаючись щоб подальший розвиток подій не призвів до відкритого антиурядового заколоту, вирішили покласти край зібранням духовників. Увечері 24 травня 1970 року на кабульському радіо було передано урядове повідомлення, в якому після визнання того, що клерикали «стали підбивати до протиправних дій», йшлося: «Уряд з метою збереження порядку та громадської безпеки і відповідно до своїх обов'язків у даній сфері оголошує про припинення цих зібрань. Силам безпеки віддано необхідні вказівки».
У ніч з 24 на 25 травня війська, застосувавши силу, вивезли зі столиці всіх духовників, що прибули сюди напередодні з інших провінцій. Щодо впливових мусульманських діячів — безпосередніх ідеологів та організаторів зазначених подій, то вони, переконавшись у провалі своїх задумів, поспішили заявити про свою лояльність режиму і «непричетність» до антиурядового аспекту подій.
Однак консервативне духовенство провінцій не збиралось складати зброю. Роз'їхавшись по містам і селам країни, воно продовжувало нагнітати обстановку. Особливо тривожне становище у зв'язку з цим склалось наприкінці травня у Мазарі-Шарифі, Джелалабаді й деяких інших населених пунктах Афганістану.
На початку червня виступи клерикалів усюди було придушено. Не досягнувши своїх глобальних цілей (якщо не враховувати заборони видання газети «Парчам»), вони перейшли до акцій насильства й залякування відносно тих, хто, на їхню думку, порушував догмати мусульманської релігії.
До афганських подій квітня-червня 1970 року спробували втрутитись і закордонні сили. Зокрема, у провокації джалалабадських заворушень були замішані пакистанські вищі духовні діячі. Серед заарештованих виявлась і їхня агентура.

## Державний переворот 1973 року і скасування монархії
У 1973 році двоюрідний брат короля, його свояк і прем'єр-міністр Мухаммед Дауд, організував державний переворот, у той час коли Загір-шах перебував в Італії, де він і залишився, відмовившись від збройної боротьби у спробі повернути собі престол. Зрікшись останнього невдовзі після перевороту, він припинив більш ніж півтора століття панування своєї династії Баракзай. Загір-шах залишився в Італії, Афганістан же на тривалі роки став ареною боротьби Радянського Союзу і США, в результаті якої перемогу здобули мусульманські фундаменталісти в особі талібів.
Загір-шах провів у вигнанні на віллі в околицях Рима 29 років. Йому було заборонено повертатись в Афганістан за часів правління НДПА і подальшого врядування талібів, попри те, що він утримувався від відкритої критики руху Талібан.
У 1991 році пережив замах на власне життя від озброєної ножем людини, яка представилась португальським журналістом.

## Повернення на батьківщину
Після повернення Загір-шаха на батьківщину у квітні 2002 року серйозно обговорювалась можливість відновлення в країні інституту монархії. Загір-шаха підтримувала значна частина населення, особливо представники старшого покоління. Вважалось, що він міг би скласти серйозну конкуренцію нинішньому лідеру країни, Хаміду Карзаю, який зробив кар'єру на протистоянні талібам і якого активно лобіював Вашингтон. Однак Загір-шах вкотре проявив себе як представник гуманітарної інтелігенції. Він поступився, як і в 1973 році, коли міг би повернутись з Італії, щоб кинути на племінника-путчиста танки.

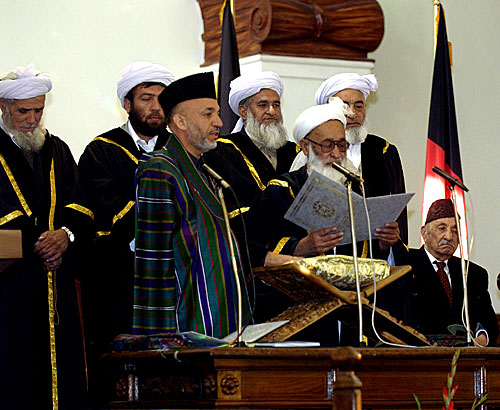
Загір-шах (крайній праворуч) на інавгурації Хаміда Карзая, 7 грудня 2004 року

Цього разу він публічно підтримав Карзая, виступивши на його підтримку на зібранні ради старійшин і політичних лідерів Лойя-джирга, в ролі ініціатора якого він сам і виступив. Тим не менше, після повернення монарха в Афганістан Лойя-джирга не наділила Загір-шаха жодними офіційними повноваженнями, окрім надання йому почесного титулу «батька нації». Це, можливо, було спричинено його занадто приязним ставленням до Індії, а також суперечливою політикою стосовно кордонів з Пакистаном (Лінія Дюрана).
Загір-шаху було дозволено повернутись до свого палацу Арамсарай в Кабулі. Ця будівля, відома також під назвою «палац номер один», була в останні 5 років офіційною резиденцією екс-монарха і стала його останнім притулком. Були повідомлення, що у 2005 році Загір-шах намагався продати свій палац попри те, що той до того часу вже давно став президентським, тобто державною власністю. Причини, які спричинили смерть 92-річного Загір-шаха, не були офіційно оголошені, хоча відомо, що в останні роки він регулярно виїжджав з Афганістану на лікування. Так, у 2004 році його літаком перевезли до Індії, де він упродовж 2-х тижнів проходив курс лікування у зв'язку з проблемами з кишкою в одному зі шпиталів у Нью-Делі.
Загір-шах помер 23 липня 2007 року. Звістку про смерть похилого «батька нації» повідомив президент Афганістану Хамід Карзай. Назвавши покійного короля основоположником афганської демократії та символом національної єдності, президент Карзай оголосив у країні триденну національну жалобу. Загір-шаха поховали біля свого батька в мавзолеї, який височіє над рідним Кабулом. У колишнього короля Афганістану було вісім дітей. Один з них помер в Римі у 2002 році.

### Відеоматеріали
- Пам'яті Загір-шаха (відео) [Архівовано 14 червня 2011 у Wayback Machine.]